# Première ascension du Cervin

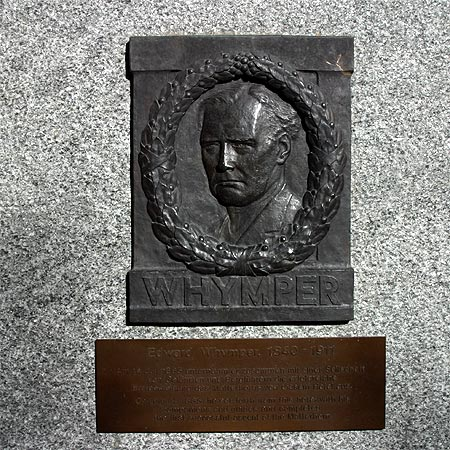
Plaque à Zermatt, commémorant la première ascension d’Edward Whymper : On 14 July 1865, he set forth from this hotel with his companions and guides, and completed the first successful ascent of the Matterhorn.

La première ascension du Cervin est réalisée par Edward Whymper, Francis Douglas, Charles Hudson, Douglas Hadow (en), Michel Croz et deux guides de Zermatt, Peter Taugwalder père et fils, le 14 juillet 1865. Douglas, Hudson, Hadow et Croz sont tués lors de la descente après que Hadow a glissé et entraîné les trois autres hommes dans sa chute, sur la face nord. Whymper et les deux Taugwalder, qui survivent, sont par la suite accusés d'avoir coupé la corde qui les reliait au reste du groupe pour ne pas être entraînés dans la chute, mais l'enquête qui s’ensuit ne trouve aucune preuve de leur culpabilité et ils sont acquittés.
Cette ascension fait suite à une longue série de tentatives menées par Edward Whymper et Jean-Antoine Carrel en vue d'atteindre le sommet. La première expédition réussie a été suivie peu après par une expédition italienne (en) qui gravit la crête italienne de l'autre côté de la montagne. Le Cervin est le dernier grand sommet des Alpes à être vaincu et son ascension marque la fin de l'âge d'or de l'alpinisme.

## Contexte et préparatifs
Pendant l’été 1860, Edward Whymper,  un jeune artiste britannique de 20 ans, visite les Alpes pour la première fois. Il avait été employé par un éditeur londonien pour réaliser des croquis et des gravures de paysages de montagne le long de la Frontière entre l'Italie et la Suisse. Il s’intéresse rapidement à l'alpinisme et décide de tenter l'ascension du Cervin, alors toujours invaincu. Whymper apprend que Jean-Antoine Carrel, un guide italien de Valtournenche, avait également comme ambition d’être le premier à atteindre le sommet du Cervin et qu’il avait déjà réalisé plusieurs tentatives. Dans les années 1861-1865, les deux hommes font plusieurs tentatives ensemble par la face sud-ouest mais deviennent peu à peu des rivaux : patriote, Carrel pensait qu’il était normal qu’un Italien comme lui soit le premier à atteindre le sommet et non un Anglais, comme Whymper.

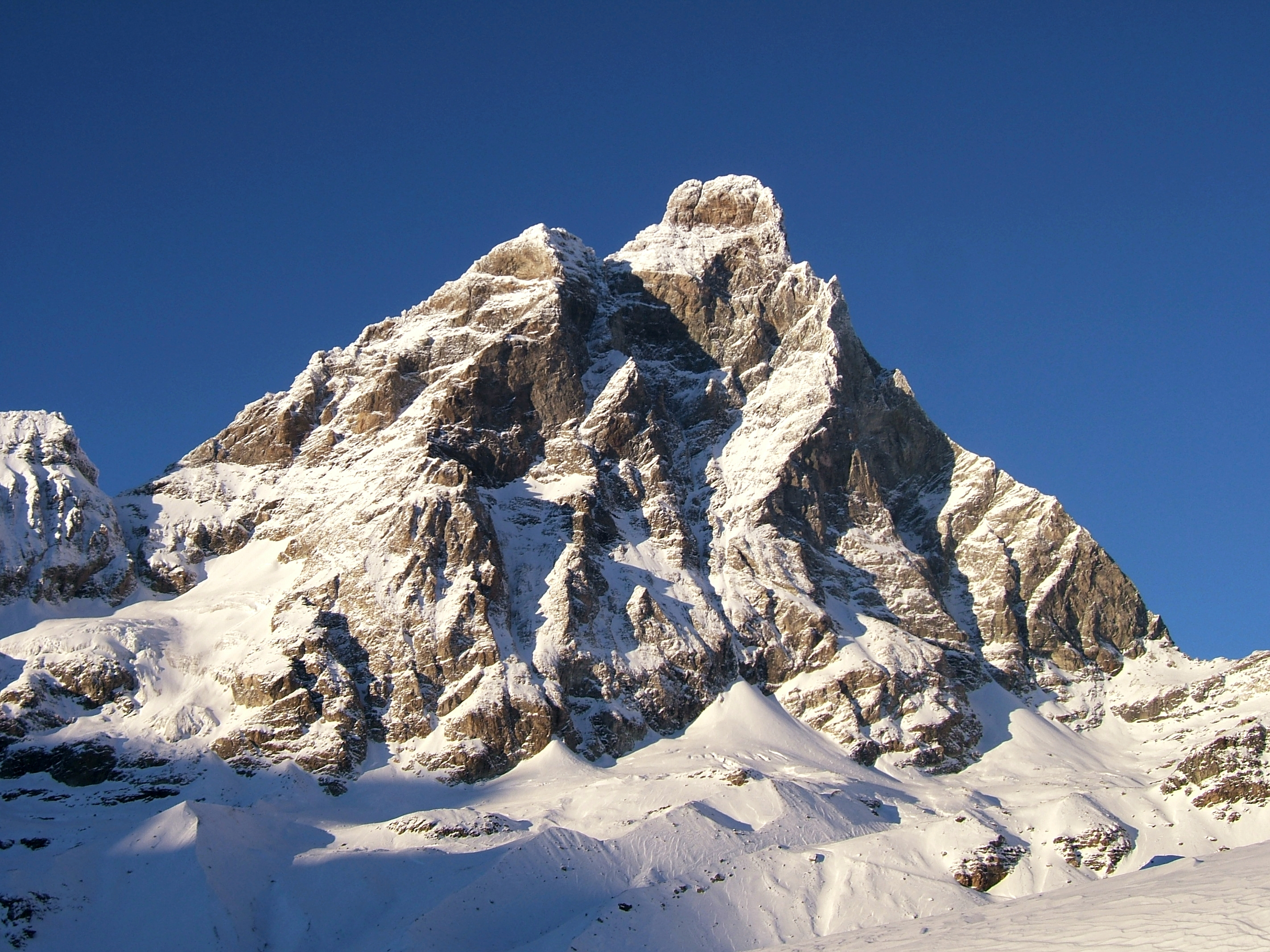
La face sud. La première tentative a lieu sur l’arête du Lion (à gauche).

Pendant ce temps-là, en 1863, des alpinistes italiens expérimentés, tels que Quintino Sella, Bartolomeo Gastaldi et Felice Giordano, se retrouvent au château du Valentino à Turin pour parler de la constitution d’un club alpin italien ; il est secrètement proposé à cette occasion de tenter un exploit qui ferait honneur à l'institution dès sa constitution. Les alpinistes anglais avaient privé les Italiens de la conquête du mont Viso, le sommet piémontais par excellence et le Cervin demeurait le dernier des grands sommets des Alpes à être invaincu. Ils savaient que plusieurs tentatives avaient été réalisées par les guides de Valtournenche ; le terrain semblait être bien préparé. Ni Gastaldi ni Sella ne pouvaient entreprendre les travaux de préparation et d'organisation de l'expédition ; l’honneur de cette tâche est donc revenu à Felice Giordano qui l’accepte. La constitution du Club alpin italien est officiellement proclamée, le 23 octobre, après l’ascension du Monte Viso par Sella et il est probable qu'à cette occasion l'exécution de ce projet, qui est alors considéré comme un objet de fierté nationale, ait de nouveau été discutée.
Felice Giordano se rend à Zermatt où il fait face pour la première fois au mont Cervin. Il remplit son carnet de voyage de croquis et, parmi ses nombreuses observations barométriques et géologiques, il écrit une note qui, dans un croquis de la montagne, correspond à la hauteur de l'« épaule ». Cette note dit : « Ceci est le point le plus élevé qui a, jusqu'ici, été atteint de l'autre côté » ; et plus loin dans ses observations : « D'après les informations reçues, nous savons que la face ouest a été gravie jusqu'à environ cinq cents pieds du sommet. Afin de réaliser l'ascension, il serait nécessaire de tailler des marches et faire d'autres travaux dans la roche sur une hauteur d'environ une centaine de pieds ; huit ou dix jours seraient nécessaires, et trois à quatre tailleurs de pierre à vingt francs par jour. »
Giordano entreprend de sérieux préparatifs avant de se lancer dans l'ascension, y compris des calculs et expériences concernant la résistance des cordes, et se fournit en baromètres et en tentes. Le 8 juillet, il se rend à Valtournenche et rencontre Carrel qui venait de rentrer avec quelques autres hommes (Antoine-César Carrel, Charles Gorret et Jean-Joseph Maquignaz) d'une marche d'exploration de la montagne. Ils étaient redescendus parce que le temps était brumeux, et qu'ils n'étaient donc pas en mesure de faire des observations.

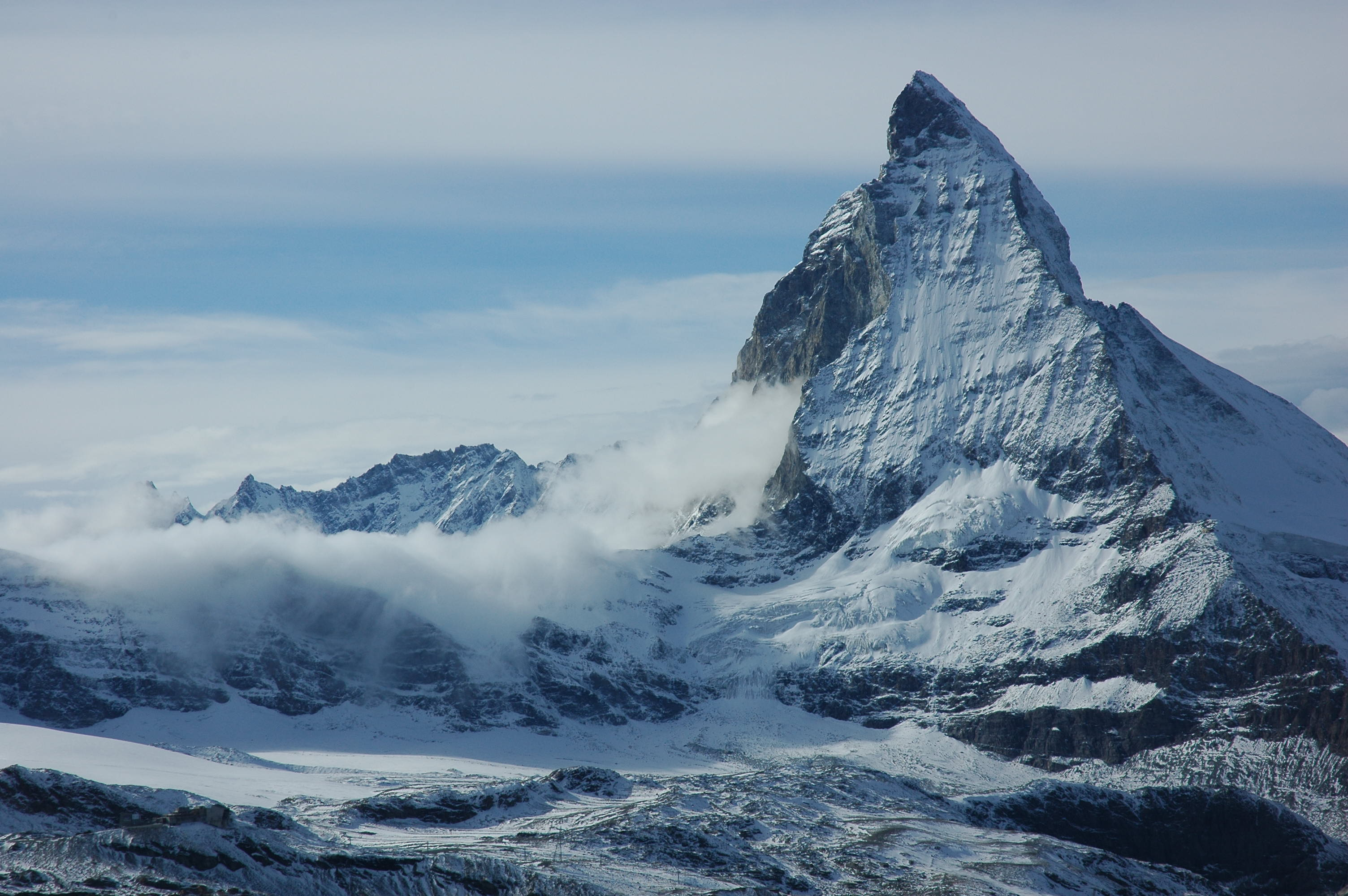
La face est et l'arête du Hörnli (sur la droite).

En 1865, Whymper, las des échecs subis sur l'arête sud-ouest, décide de tenter une nouvelle voie. La stratification des roches sur la face est lui semble plus favorable et la pente pas excessive. Son plan d'attaque est compliqué : un vaste couloir rocheux sur le versant italien en dessous de la Breuiljoch, sur le petit glacier du Cervin, serait gravi jusqu'à un point haut sur l'arête Furggen (arête sud-est) ; de là, traversant la face est, il voulait atteindre l'arête du Hörnli (nord-est) et la suivre jusqu'au sommet. Toutefois, lorsque cette voie a été tentée, une avalanche de pierres s'abat sur les grimpeurs, et l'ascension échoue. Ses guides refusent de faire d'autres tentatives par cette voie.
Dans le même temps, Carrel avait discuté avec Whymper et s'était même engagé à entreprendre avec lui une tentative sur le versant suisse. Carrel avait été engagé par l'Anglais jusqu'au mardi 11 juillet (inclus), si les conditions météorologiques étaient bonnes, mais le temps se dégrade et Carrel était donc libre de tout engagement. Dans la matinée du 9, Whymper — alors qu'il descendait à Valtournenche — est surpris de rencontrer Carrel avec un voyageur qui emportait avec lui beaucoup de bagages. Il interroge Carrel et ce dernier lui répond qu'il ne pourrait le servir après le 11 juillet, parce qu'il avait un engagement avec une « famille de distinction » ; et quand Whymper lui reprocha de ne pas le lui avoir dit avant, Carel lui répondit que l'engagement avait été contracté il y a longtemps et que, jusqu'à ce moment-là, rien n'avait été confirmé. Whymper ne se doutait pas encore que la « famille de distinction » était Giordano lui-même mais il en prend conscience au Breuil, pendant la matinée du 11, lorsqu'il apprend que les guides avaient déjà commencé leurs explorations et que tout avait été étudié bien avant l'expédition qui devait préparer la voie à Quintino Sella.
Giordano écrit à Sella :

« Whymper était arrivé deux ou trois jours auparavant ; comme d'habitude, il voulait faire l'ascension, et avait engagé Carrel qui, n'ayant pas encore reçu mes lettres, avait accepté, mais pour quelques jours seulement. Heureusement, le temps s'est dégradé. Whymper était incapable d'entreprendre une nouvelle tentative et Carrel l'a abandonné et m'a rejoint, avec cinq autres hommes triés sur le volet et qui sont les meilleurs guides de la vallée. Nous avons immédiatement envoyé une équipe en éclaireur, avec Carrel à sa tête. Afin de ne pas nous faire remarquer, nous avons transporté les cordes et autres matériaux à Avouil, un hameau isolé qui est proche du Cervin, il s'agira de notre camp de base. Sur les six hommes, quatre devront travailler en amont, et les deux autres serviront en continu comme porteurs, une tâche qui est au moins aussi difficile que celle des autres.
J'ai pris mes quartiers au Breuil, pour le moment. La météo, le dieu que nous craignons et sur lequel tout dépendra, a été jusqu'ici très changeante et plutôt mauvaise. Pas plus tard qu'hier matin, il neigeait, la nuit (du 10 au 11) les hommes ont commencé avec les tentes, et j'espère que par ce temps, ils ont atteint une grande hauteur ; mais le temps, brumeux, tourne à nouveau et le Cervin est encore couvert ; j'espère que les brouillards se disperseront bientôt. Si le temps le permet, j'espère dans trois ou quatre jours savoir où je me trouverai. Carrel m'a dit d'attendre encore avant de monter, jusqu'à ce qu'il me fasse parvenir un mot ; naturellement, il souhaite assurer personnellement les derniers mètres. Tels qu'on les voit d'ici, ils ne me semblent pas être absolument inaccessibles, mais avant de dire cela l'on doit les essayer ; et il est également nécessaire de vérifier si nous pouvons bivouaquer à un point beaucoup plus élevé que le point le plus élevé atteint par Whymper. Dès que je recevrai une bonne nouvelle, j'enverrai un message à Saint-Vincent, le bureau télégraphique le plus proche, avec un télégramme contenant quelques mots et venez alors dès que possible. Pendant ce temps, à réception de la présente, s'il vous plaît envoyez-moi quelques lignes de réponse, avec quelques conseils, parce que j'ai la tête remplie de tracas ici, avec le temps, les dépenses et Whymper. J'ai essayé de tout garder secret, mais cet homme, dont la vie semble dépendre du Cervin, est ici, et écoute tout soupçonneusement. J'ai éloigné tous les hommes compétents de lui, et pourtant il est si épris de cette montagne qu'il pourrait tenter [l'ascension] avec d'autres et réussir. Il est ici, dans cet hôtel, et je tente d'éviter de parler avec lui. »

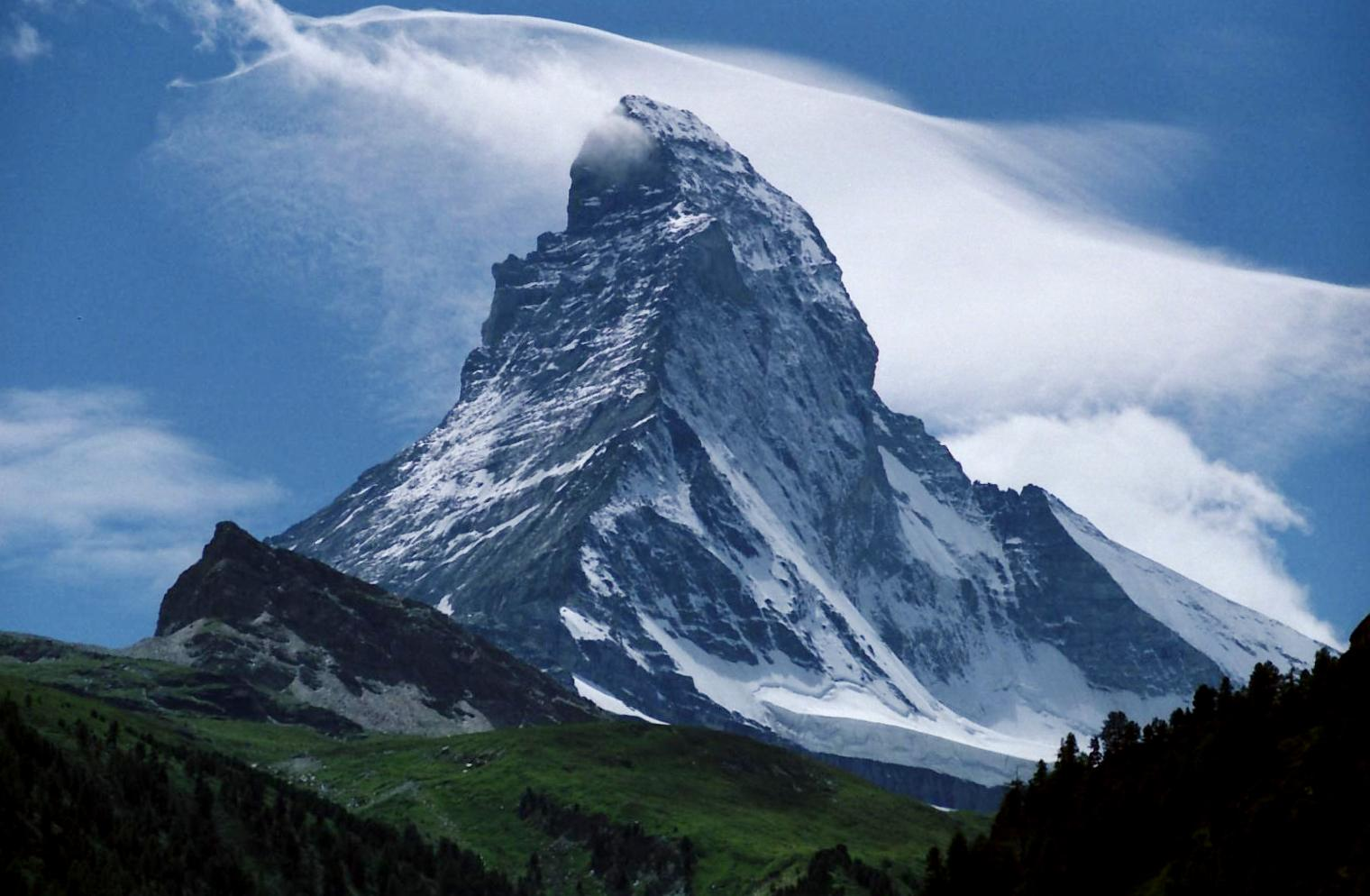
Le Cervin depuis Zermatt

Après avoir enroulé sa tente et emballé ses bagages, Whymper veut se hâter en direction de Zermatt pour tenter d'atteindre le sommet par ce côté, mais il ne peut trouver aucun porteur. Un jeune Anglais arrive avec un guide. Whymper se fait présenter à lui et apprend qu'il s'agit de lord Francis Douglas, qui vient de réussir l'ascension de l'Ober Gabelhorn. Il lui raconte toute l'histoire et lui confie ses plans. Douglas, se déclare à son tour des plus désireux de gravir le Cervin, il accepte de lui prêter son porteur et, le matin du 12 juillet, ils se mettent en route ensemble en direction du col de Saint-Théodule. Ils descendent à Zermatt, recherchent et engagent Peter Taugwalder, à qui ils donnent la permission de choisir un autre guide. En rentrant à l'hôtel Monte Rosa, ils font la rencontre de Michel Croz qui avait été recruté par Charles Hudson. Ils étaient arrivés à Zermatt avec la même intention, tenter l'ascension du Cervin. Hudson et son ami Douglas Hadow (en) décident de se joindre à Whymper et à Douglas et le soir-même tout était réglé ; ils devaient se lancer immédiatement, dès le lendemain.

## Ascension

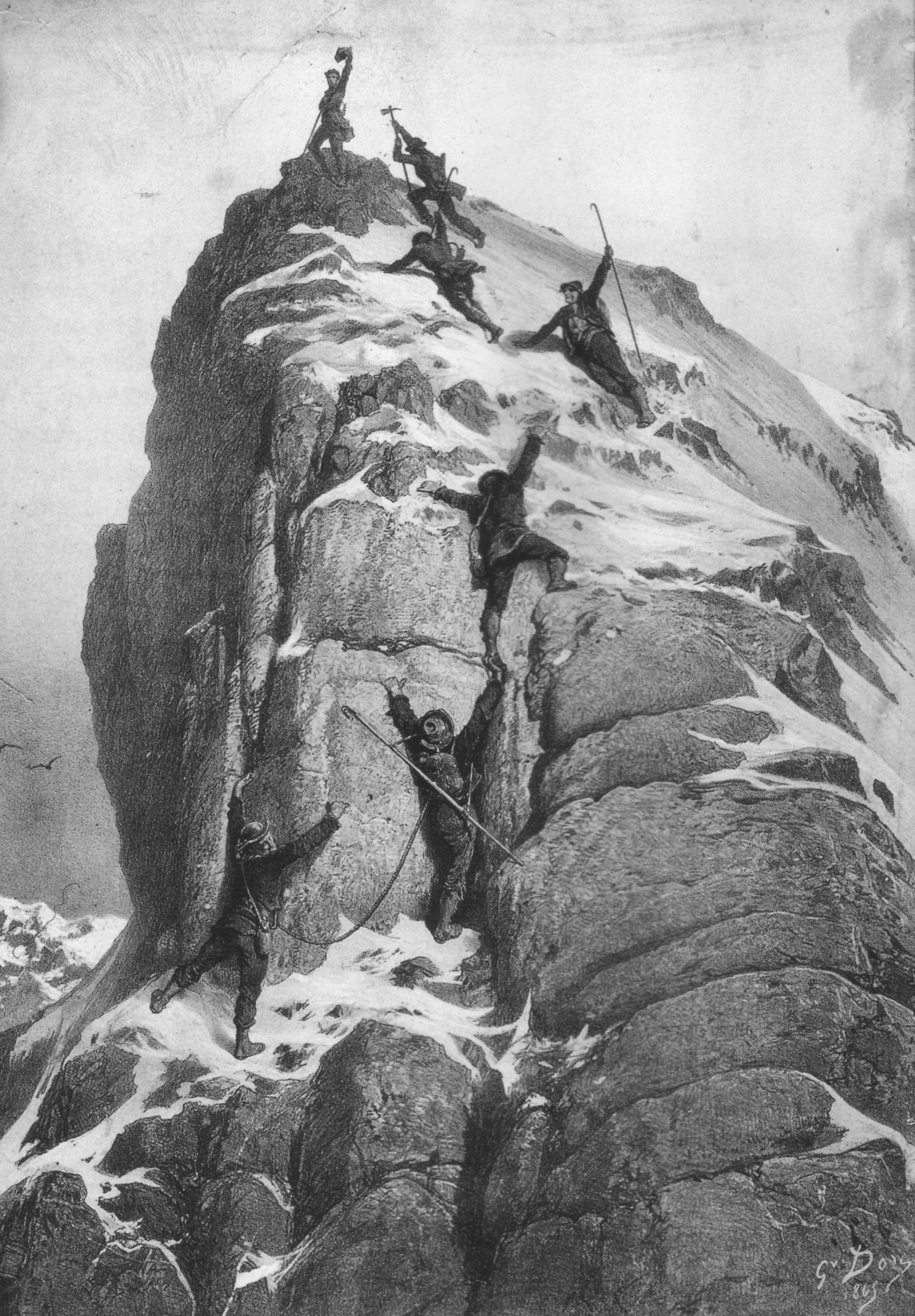
La première ascension du Cervin par Gustave Doré

L'équipe part de Zermatt le 13 juillet à 5 h 30. Elle est composée de huit membres : Peter Taugwalder et ses deux fils, Peter et Joseph, qui servaient en tant que porteurs. À 8 h 20, ils atteignent la chapelle du lac Noir où ils récupèrent du matériel qui avait été laissé là. Ils continuent le long de la crête et à 11 h 30, ils atteignent la base du Cervin puis abandonnent la crête et continuent pendant une demi-heure sur la face Est. Avant midi, ils trouvent un bon endroit pour installer leur tente, à une altitude de 3 380 mètres et préparent le bivouac. Pendant ce temps, Croz et le jeune Peter Taugwalder sont envoyés en éclaireurs explorer la voie afin de gagner du temps le jour suivant. Ils reviennent avant 15 heures, signalant que la crête ne présentait pas de grandes difficultés.
Le 14 juillet au petit matin, ils se rassemblent en dehors de la tente et reprennent l'ascension. Le jeune Joseph Taugwalder rentre alors à Zermatt. Le reste du groupe suit la voie qui avait été explorée la veille et, en quelques minutes, arrivent en vue de la face Est :

« L'ensemble de cette grande pente se révélait à nous à présent, s'élevant sur 3 000 pieds comme un immense escalier naturel. Certaines parties étaient plus aisées, alors que d'autres l'étaient moins ; mais pas une fois nous n'avons été arrêtés par un obstacle sérieux, quand un obstacle s'élevait devant nous il pouvait toujours être contourné par la droite ou par la gauche. Sur la plus grande partie de la voie, il n'y eut, en effet, aucune occasion de s'encorder, et parfois d'Hudson ouvrait la voie, parfois je m'en chargeait moi-même. »

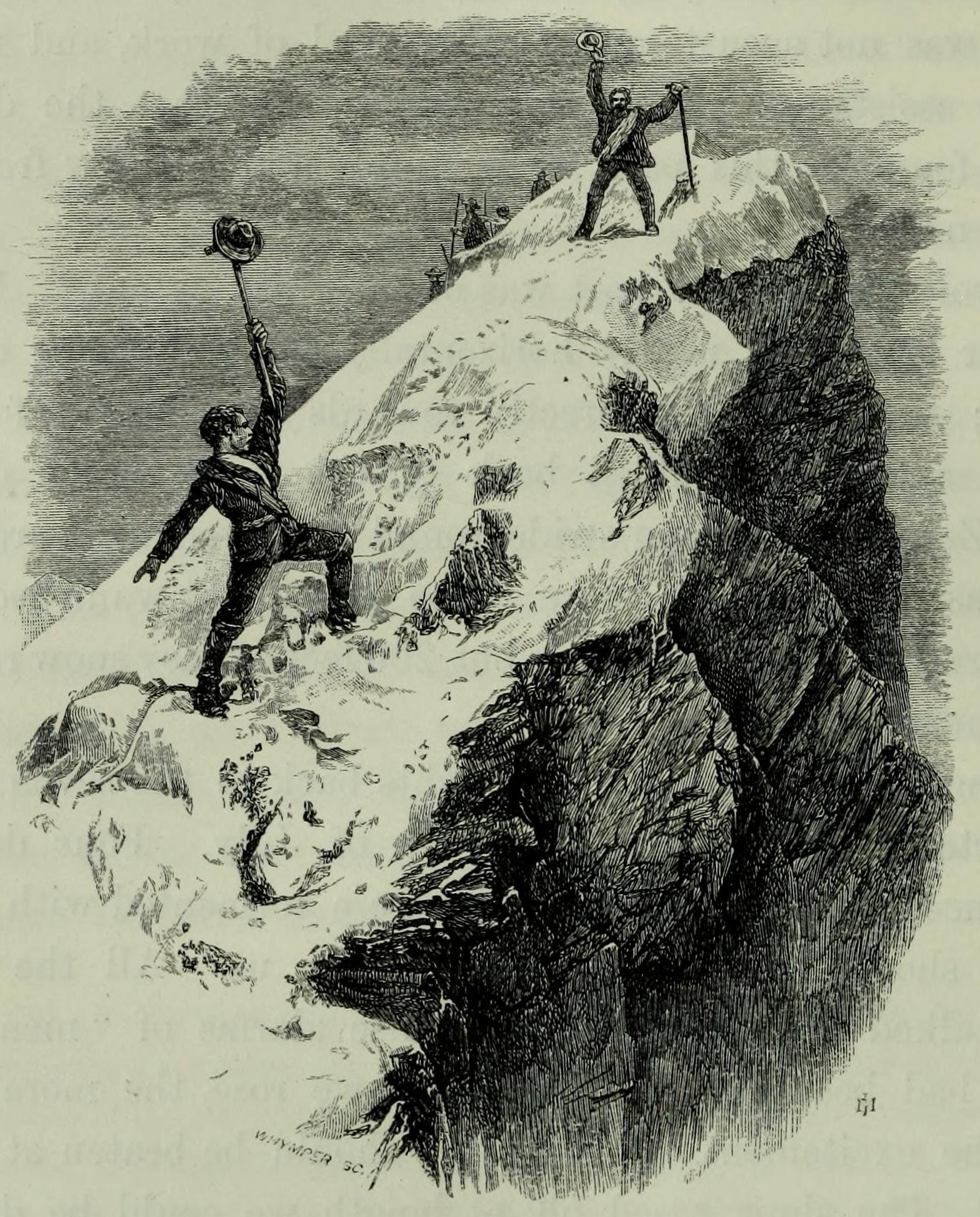
Illustration par Whymper

Les hommes progressent sans avoir recours aux cordes et, à 6 h 20, ils atteignent une altitude de 3 900 m. Après s'être reposés pendant 30 minutes, ils continuent jusqu'à 9 h 55, avant de s'arrêter à nouveau pendant 50 minutes à une altitude de 4 265 m. Ils étaient arrivés au pied de la partie supérieure du pic, beaucoup plus raide, qui se trouve au-dessus de l'« épaule ». Cette partie étant trop raide et difficile, ils doivent quitter la crête pour la face nord. À ce moment de l'ascension,  Whymper écrit que Hadow — qui était le grimpeur le moins expérimenté — « nécessitait une assistance continue ». Après avoir surmonté ces difficultés, le groupe arrive finalement à proximité du sommet. Quand ils voient qu'il ne reste que deux cents pieds de neige facile, Croz et Whymper se détachent et atteignent le sommet les premiers.

« La pente diminuait, et Croz et moi, nous nous sommes précipités et avons couru au coude-à-coude, pour terminer ex-aequo. À 13 h 40 le monde était à nos pieds, et le Cervin était conquis. Hourra ! Pas une trace de pas ne pouvait être vue. »

Après avoir vérifié l'absence de traces de pas de l'autre côté du sommet qui pourrait avoir été atteint par l'expédition italienne, Whymper, regardant par-dessus la falaise, aperçoit Carrel et les Italiens en dessous, à une grande distance. Ces derniers se trouvaient à ce moment-là à 200 mètres du sommet, en train de gravir les parties les plus difficiles de la crête. Whymper et Croz ont crié et fait rouler des pierres au pied des falaises afin d'attirer leur attention. En voyant son rival sur le sommet, Carrel et les Italiens abandonnent l'ascension et rentrent à Breuil.
Dans son journal de bord, Felice Giordano écrit une note datée du 14 juillet : « … À deux heures de l'après-midi, ils ont vu Whymper et six autres hommes au sommet ; cette vision les a glacés, pour ainsi dire, et ils ont tous tourné le dos et sont redescendus… ». Il écrit une lettre à son ami Quintino Sella :

« Cher Quintino, hier a été un mauvais jour, et Whymper, après tout, a remporté la victoire sur le malheureux Carrel. Whymper, comme je te l'ai dit, était désespéré et, en voyant Carrel partir à l'assaut de la montagne, il a tenté sa chance sur la pente depuis Zermatt. Tout le monde ici, à commencer par Carrel, considéraient l'ascension impossible par cette voie ; nous étions donc tranquilles de ce côté. Le 11 du mois, Carrel était à l'œuvre sur la montagne, et il avait installé sa tente à une certaine altitude. Dans la nuit du 11 au 12, et pendant toute la journée du 12, le temps était horrible, et il neigeait sur le Cervin ; le 13 le temps était correct, et hier le 14 il était bon. Le 13, la progression fut faible, et hier Carrel aurait atteint le sommet, il n'était qu'à 500 ou 600 pieds en dessous, lorsque soudain, à environ deux heures de l'après-midi, il aperçu que Whymper et les autres avaient déjà atteint le sommet. »

## Descente

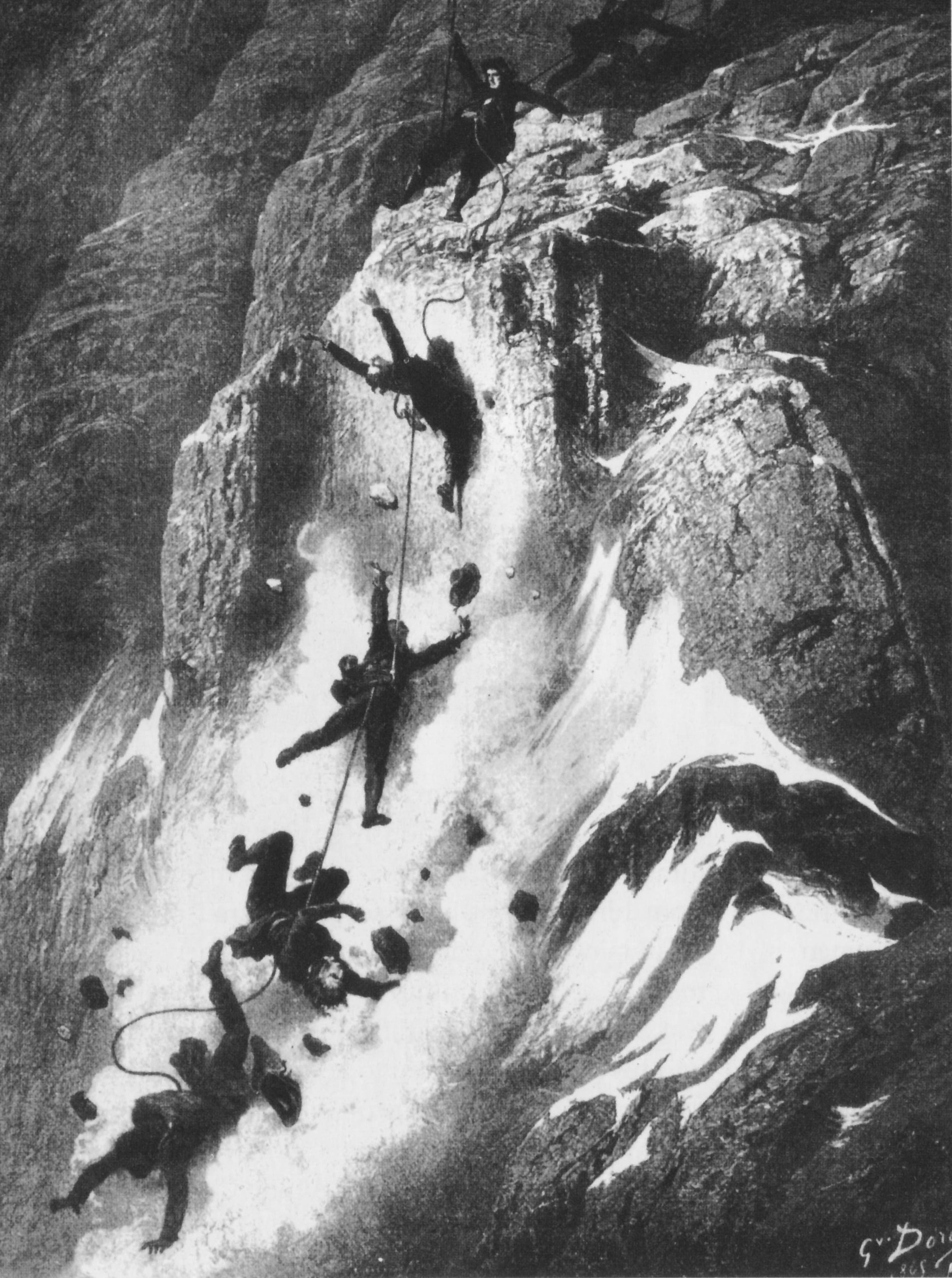
Le désastre du Cervin par Gustave Doré.

Whymper et le reste du groupe restent une heure au sommet, puis ils commencent la descente. Croz passe en premier, suivi de Hadow, Hudson et Douglas ; Taugwalder père, Whymper et Taugwalder fermant la marche. Ils descendent avec beaucoup de précaution, un seul homme se déplaçant à la fois. Alors qu'ils n'étaient repartis du sommet que depuis une heure à peine et qu'ils étaient tous encordés, Hadow glisse et tombe sur Croz, qui était sous lui. Croz, qui ne l'avait pas vu venir, est incapable de résister au choc ; les deux hommes chutent et entraînent avec eux Hudson et Douglas. En entendant les cris de Croz, Whymper et Taugwalder s'agrippent aux rochers ; ils s'y tiennent fermement mais la corde se rompt. Whymper les voit dévaler la pente, en essayant de s'arrêter de manière désespérée en s’agrippant aux rochers, avant de disparaître finalement dans le précipice.
Dans une lettre au Times Whymper écrit :

« Pour autant que je sache, au moment de l'accident personne ne se déplaçait. Je ne peux parler avec certitude, tout comme les Taugwalder, parce que les deux hommes de tête étaient partiellement masqués par un éperon rocheux. Le pauvre Croz avait mis de côté son piolet et, afin d'assurer au mieux M. Hadow, il se saisissait littéralement de ses jambes et mettait ses pieds, un à un, aux emplacements adéquats. D'après le mouvement de ses épaules, j'ai le sentiment que Croz, après avoir fait comme je l'ai dit, était en train de se retourner pour descendre lui-même d’un pas ou deux ; c'est à ce moment que M. Hadow a glissé, est tombé sur lui, et l'a renversé. J'ai entendu un cri de surprise de Croz, puis l'ai vu ainsi que M. Hadow voler vers le bas ; peu après, Hudson était arraché de ses propres prises et lord F. Douglas immédiatement après lui. Tout cela s'est passé en un instant ; mais, dès que nous avons entendu l'exclamation de Croz, Taugwalder et moi-même, nous nous sommes agrippés aussi fermement que possible aux rochers ; la corde était tendue entre nous et le choc nous a atteints d’un bloc. Nous avons tenu bon ; mais la corde a cédé à mi-distance entre Taugwalder et lord F. Douglas. Pendant deux ou trois secondes, nous avons vu nos malheureux compagnons glisser sur le dos, écartant les mains pour tenter de se rattraper ; ils ont ensuite disparu un à un et chuté de précipice en précipice sur le glacier du Cervin en contrebas, sur une altitude de près de 4 000 pieds [environ 1 200 mètres]. Dès lors que la corde s'était rompue, il était devenu impossible de les aider. »

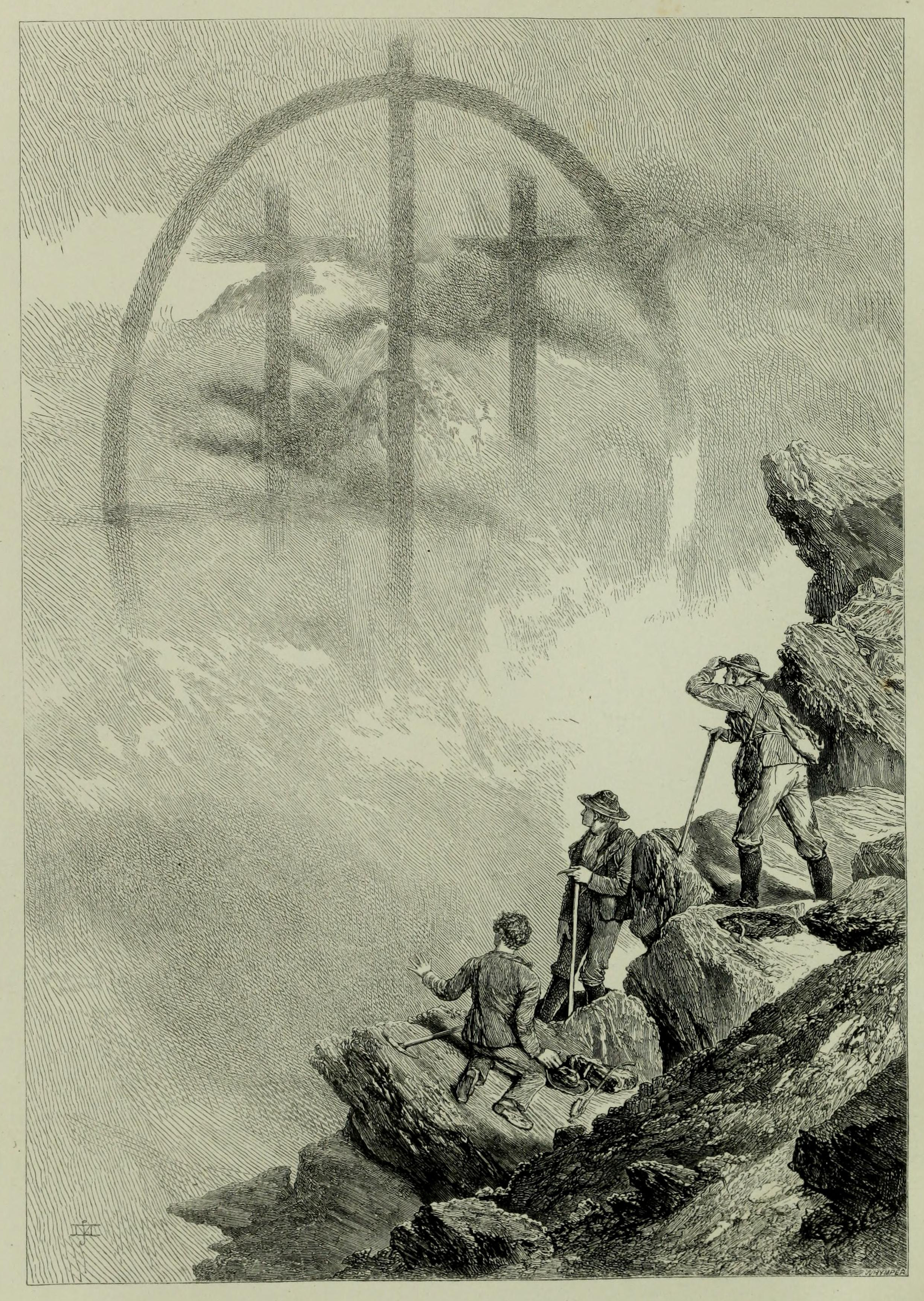
Arc blanc vu du Matterhorn par Whymper.

Après avoir fixé une corde sur des rochers stables et s'être assurés eux-mêmes, les trois survivants sont en mesure de reprendre la descente. Ils parviennent finalement à un endroit plus sûr sur la crête vers 18 h. Ils cherchent des traces de leurs compagnons et crient dans leur direction, en vain. Après avoir été témoins d'un étrange phénomène météorologique prenant la forme d'un arc et de deux croix (qui sera par la suite identifié par Whymper comme étant un arc blanc), ils continuent la descente et trouvent un endroit où se reposer à 21 h 30. Ils reprennent la descente au lever du jour et atteignent Zermatt dans la matinée du samedi 15 juillet.

## Sauvetage

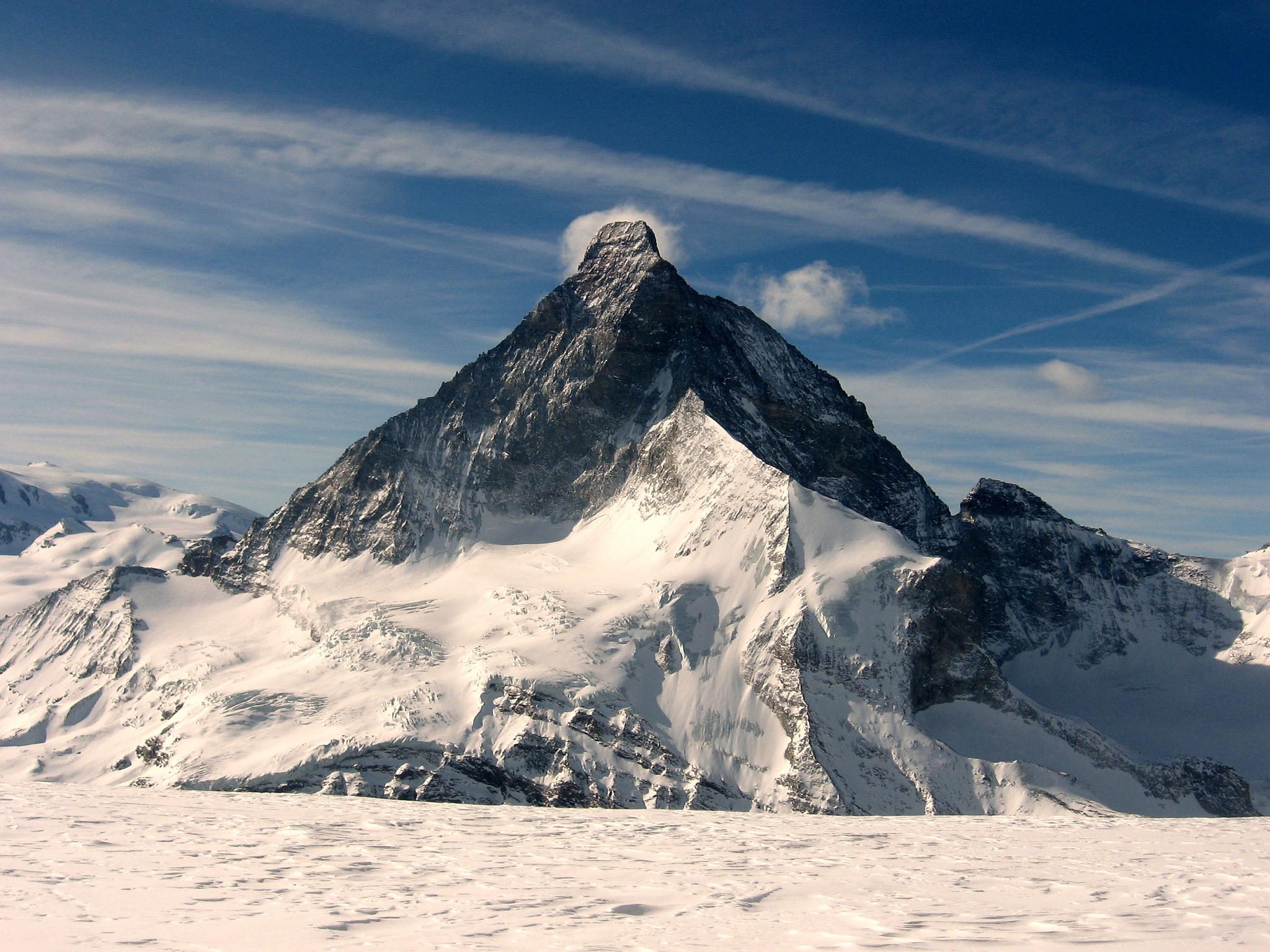
Le glacier du Cervin et la face nord.

Le samedi, un groupe parti de Zermatt avait commencé à gravir les hauteurs de Hohlicht, au-dessus de la vallée de Zmutt, surplombant le plateau du glacier du Cervin. Ils rentrent après une excursion de six heures, et déclarent à leur retour qu'ils avaient vu des corps gisant immobiles sur la neige. Ils conseillent aux sauveteurs de partir dès le dimanche soir, de manière à arriver sur le plateau le lundi à l'aube. Whymper et J. M'Cormick décident de repartir dès le dimanche matin. Les guides de Zermatt, menacés d'excommunication par les prêtres s'ils n'assistent pas à la première messe, refusent de partir avec eux. D'autres hommes se portent volontaires : J. Robertson, J. Phillpotts et un autre Anglais proposent ses services ainsi que ceux de ses deux guides, Josef Marie Lochmatter (de) et son frère Alexandre Lochmatter de St. Niklaus dans le canton du Valais, ainsi que Franz Andenmatten. D'autres guides, Frédéric Payot et Jean Tairraz, se portent également volontaires.
À 8 h 30, après avoir dépassé les séracs du glacier du Cervin, Whymper et les autres atteignent la partie haute du plateau. Peu après, il découvrent les corps de Croz, Hadow et Hudson. De Douglas seules une paire de gants, une ceinture et une botte sont retrouvées. Les corps sont laissés sur le glacier.
Les corps ne seront emportés que le 19 juillet après avoir obtenu l'accord de l'administration. Cette tâche est remplie par vingt-et-un hommes de Zermatt. Croz, Hadow et Hudson sont enterrés à proximité de l'église de Zermatt. Le corps de lord Douglas n'est pas retrouvé et il est probable qu'il se soit coincé dans des rochers, quelque part sur la face nord. Après l'accident, John Tyndall conçoit un dispositif compliqué, nécessitant une énorme longueur de corde pour essayer de récupérer le corps de Douglas, mais ce dispositif n'est jamais utilisé par la suite.

## Controverse sur l’accident
Peu de temps après l'accident, Whymper demande à Taugwalder de pouvoir examiner la corde et, à sa grande surprise, il constate que c'était la plus ancienne et la plus faible des cordes qu'ils avaient emportées qui avait cédé. Cette corde avait été prévue uniquement comme une corde de réserve. Tous ceux qui étaient tombés étaient reliés entre eux par une corde en chanvre de Manille, ou par une corde tout aussi résistante. La corde la moins résistante avait été utilisée pour relier le groupe des survivants et le groupe d'hommes entraînés dans la chute mortelle. Whymper avait également suggéré à Hudson d'attacher une corde aux rochers aux endroits les plus difficiles, afin de s'assurer tout le long de la descente. Hudson avait approuvé l'idée, mais cela n'avait jamais été fait.
Whymper doit par la suite répondre à de graves accusations mettant en cause sa responsabilité et à des accusations d'avoir trahi ses compagnons. Une enquête, présidée par Joseph Clemenz, est ouverte par le gouvernement du canton du Valais. Le guide Peter Taugwalder est accusé, jugé et acquitté. En dépit du résultat de l'enquête, des guides et des alpinistes à Zermatt et d'ailleurs ont continué à affirmer que Whymper avait coupé la corde entre lui et Francis Douglas pour sauver sa vie.
L'accident fait les gros titres dans les médias, en Suisse et à l'étranger. Les journaux du monde entier signalent la tragédie et aucun autre événement en alpinisme n'a jamais eu autant d'écho dans la presse[réf. nécessaire]. L'émotion est particulièrement forte au Royaume-Uni, où la douleur cède rapidement la place à l'indignation. La reine Victoria envisage d'interdire l'alpinisme à tous les citoyens britanniques mais elle décide, après consultation, de renoncer à cette décision.
Whymper écrit à l'époque au secrétaire du Club alpin italien. Sa lettre se termine ainsi :

« Une seule glissade, ou un seul faux pas, a été la seule cause de cette affreuse calamité… Mais, dans le même temps, il est de ma conviction qu'aucun accident n'aurait eu lieu si la corde reliant ceux qui sont tombés avait été aussi serrée, ou presque aussi serrée, qu'elle ne l'était entre Taugwalder et moi-même. La corde était fragile ; elle ne semble pas avoir été sectionnée par les rochers, mais elle semble avoir été rompue par le choc et le poids qu'elle a eu à supporter. Il a été dit que Croz avait retenu Hadow pendant un instant, et l'on essaye encore de déterminer l'enchaînement des faits après qu'Hudson et Douglas aient été déséquilibrés, mais en vain ; ses derniers mots ont été “Impossible!”, c'est ce que les Taugwalders ont dit. »

L'écrivain suisse Nicolas d'Eggis a retrouvé à Sion le journal de Ferdinand-Othon Wolf, le président de la commission d'examen des guides valaisans de cette époque, qui écrit : « quelques jours plus tard, 21 hommes de Zermatt partent à la recherche des corps, ils retrouvent lord Douglas sur un rocher et quatre tombes sont aujourd'hui dans le cimetière de Zermatt. » Ce journal indique que le corps de Douglas a bien été découvert.

## Au cinéma
Le film muet suisse-allemand de 1928 Der Kampf ums Matterhorn (« Le combat pour le Cervin ») raconte l'ascension, Luis Trenker y joue le rôle du guide Jean-Antoine Carrel. En 1938, le film est à nouveau tourné et cette fois sonorisé, il sort sous le titre L'Appel de la montagne (Der Berg ruft!) : Trenker y est à la fois acteur et metteur en scène. Une version britannique The Challenge est également tournée par Trenker.
Le film de 1959, Le Troisième Homme sur la montagne propose un récit fictionnel de l'ascension.